# Rally van Ivoorkust 1988
De Rally van Ivoorkust 1988, formeel 20ème Marlboro Rallye Côte d'Ivoire, was de 20e editie van de rally van Ivoorkust en de elfde ronde van het wereldkampioenschap rally in 1988. Het was de 184e rally in het wereldkampioenschap rally die georganiseerd wordt door de Fédération Internationale de l'Automobile (FIA). De start en finish was in Abidjan.

## Verslag
De rally werd dit jaar voor het eerst volledig genegeerd door de fabrieksteams, waardoor dit de weg vrij gaf voor privé-rijders om succes te boeken. De ervaren Alain Ambrosino was lange tijd in een intens gevecht verwikkeld met Rudi Stohl, maar de Oostenrijker verongelukte uit de rally en brak daarbij een arm. Hierna reed Ambrosino dominant naar de zege toe in zijn Nissan 200SX, wat in het WK rally officieel de laatste overwinning voor een auto met achterwielaandrijving zou zijn. Als tweede eindigde de Belgische Pascal Gaban met een Groep N-Mazda, terwijl de top drie in Patrick Tauziac gecompleteerd werd door een andere lokale rijder.

## Programma
| Etappe | Datum                                       | Tijdcontroles | Competitieve afstand |
| ------ | ------------------------------------------- | ------------- | -------------------- |
| 1      | Dinsdag 20 tot en met zaterdag 24 september | 80            | 3421,81 kilometer    |
|        |                                             |               |                      |
| Totaal | Totaal                                      | 80            | 3421,81 kilometer    |

## Resultaten
| Algemene top tien | Algemene top tien | Algemene top tien    | Algemene top tien        | Algemene top tien | Algemene top tien | Algemene top tien | Algemene top tien |
| Pos.              | #                 | Rijder               | Auto                     | Gr/kl             | Tijd              | Eerste            | Punten            |
| Pos.              | #                 | Navigator            | Inschrijving             | Gr/kl             | Straftijd         | Vorige            | Punten            |
| ----------------- | ----------------- | -------------------- | ------------------------ | ----------------- | ----------------- | ----------------- | ----------------- |
| 1.                | 3                 | Alain Ambrosino      | Nissan 200SX             | A8                | 3:34:51           | 0:00              | 20                |
| 1.                | 3                 | Daniel Le Saux       | Alain Ambrosino          | A8                | 3:34:51           | =                 | 20                |
| 2.                | 8                 | Pascal Gaban         | Mazda 323 4WD            | N4                | 5:06:33           | + 1:31:42         | 15                |
| 2.                | 8                 | Willy Lux            | Mazda Rally Team Belgium | N4                | 5:06:33           | + 1:31:42         | 15                |
| 3.                | 5                 | Patrick Tauziac      | Mitsubishi Starion Turbo | A8                | 7:20:20           | + 3:45:29         | 12                |
| 3.                | 5                 | Claude Papin         | Patrick Tauziac          | A8                | 7:20:20           | + 1:13:47         | 12                |
| 4.                | 42                | Alain Oudit          | Volkswagen Golf GTI 16V  | N3                | 7:53:08           | + 4:18:17         | 10                |
| 4.                | 42                | Patrice Lemarie      | Patrick Tauziac          | N3                | 7:53:08           | + 32:48           | 10                |
| 5.                | 7                 | Adolphe Choteau      | Toyota Corolla GT        | A6                | 7:53:48           | + 4:18:57         | 8                 |
| 5.                | 7                 | Jean-Pierre Claverie | Adolphe Choteau          | A6                | 7:53:48           | + 0:40            | 8                 |
| 6.                | 39                | Didier Monin         | Mazda 323 4WD            | N4                | 8:08:16           | + 4:33:25         | 6                 |
| 6.                | 39                | Eddy Chevaillier     | Didier Monin             | N4                | 8:08:16           | + 14:28           | 6                 |
| 7.                | 40                | Roberto Ambrosoli    | Mazda 323 4WD            | N4                | 9:49:02           | + 6:14:11         | 4                 |
| 7.                | 40                | Renzo Veronelli      | Roberto Ambrosoli        | N4                | 9:49:02           | + 1:40:46         | 4                 |
| 8.                | 34                | Soumare Mafall       | Toyota Corolla GT        | N2                | 11:26:02          | + 7:51:11         | 3                 |
| 8.                | 34                | Angelberg Kady       | Soumare Mafall           | N2                | 11:26:02          | + 1:37:00         | 3                 |
| 9.                | 16                | Michel Molinié       | Volkswagen Golf GTI      | A7                | 11:54:08          | + 8:19:17         | 2                 |
| 9.                | 16                | Marc Molinié         | Michel Molinié           | A7                | 11:54:08          | + 28:06           | 2                 |
| 10.               | 10                | Samir Assef          | Toyota Corolla GT        | A6                | 12:42:03          | + 9:07:12         | 1                 |
| 10.               | 10                | Kouamo Assale        | Samir Assef              | A6                | 12:42:03          | + 47:55           | 1                 |
| DNF top tien      |                   |                      |                          |                   |                   |                   |                   |
| Pos.              | #                 | Rijder               | Auto                     | Gr/kl             | TC                | Reden             | Reden             |
| Pos.              | #                 | Navigator            | Inschrijving             | Gr/kl             | TC                | Reden             | Reden             |
| DNF               | 2                 | Rudi Stohl           | Audi Coupé quattro       | A8                | 42                | Ongeluk           | Ongeluk           |
| DNF               | 2                 | Reinhard Kaufmann    | Rudolf Stohl             | A8                | 42                | Ongeluk           | Ongeluk           |
| DNF               | 6                 | Patrick Copetti      | Toyota Corolla GT        | A6                | 49                | Achteras          | Achteras          |
| DNF               | 6                 | Jean-Michel Dionneau | Patrick Copetti          | A6                | 49                | Achteras          | Achteras          |
| DNF               | 12                | Eugène Salim         | Mitsubishi Starion Turbo | A8                | 72                | Over tijd limiet  | Over tijd limiet  |
| DNF               | 12                | Clement Konan        | Eugène Salim             | A8                | 72                | Over tijd limiet  | Over tijd limiet  |
| DNF               | 21                | Ketan Somaia         | Volkswagen Golf GTI 16V  | A7                | 41                | Vliegwiel         | Vliegwiel         |
| DNF               | 21                | Farakh Yusuf         | Ketan Somaia             | A7                | 41                | Vliegwiel         | Vliegwiel         |
| DNF               | 24                | Antonio Farina       | Audi 80 quattro          | A8                | 53                | Versnellingsbak   | Versnellingsbak   |
| DNF               | 24                | Aldo Cigala          | Antonio Farina           | A8                | 53                | Versnellingsbak   | Versnellingsbak   |

| PWRC top drie | PWRC top drie | PWRC top drie |
| Pos.          | Rijder        | Pnt.          |
| ------------- | ------------- | ------------- |
| 1             | Pascal Gaban  | 20            |
| 2             | Alain Oudit   | 15            |
| 3             | Didier Monin  | 12            |

- Noot: Tijd is niet de algehele eindtijd die over de route is gedaan, maar is eerder opgebouwd uit straftijd verzamelt bij de tijdcontroles.

## Kampioenschap standen

#### Rijders
|   | Pos. | Rijder        | Pnt. |
| - | ---- | ------------- | ---- |
| = | 1    | Miki Biasion  | 95   |
| = | 2    | Alex Fiorio   | 63   |
| = | 3    | Markku Alén   | 56   |
| = | 4    | Bruno Saby    | 32   |
| = | 5    | Didier Auriol | 32   |

#### Constructeurs
|   | Pos. | Constructeur | Pnt. |
| - | ---- | ------------ | ---- |
| = | 1    | Lancia       | 140  |
| = | 2    | Ford         | 61   |
| = | 3    | Audi         | 61   |
| = | 4    | Mazda        | 49   |
| = | 5    | Renault      | 32   |

- Vetgedrukte tekst betekent wereldkampioen.
- Noot: Enkel de top 5-posities worden in beide standen weergegeven.